# Споменица на рат 1885—1886. године
Споменица на рат 1885—1886. године је било одликовање Краљевине Србије. Споменица је установљена 19. фебруара 1886. године у спомен на Српско-бугарски рат од 1885. године у којем је Србија претрпела тежак војни и политички пораз. Споменица је додељена официрима и војницима активне војске и другог позива који су учествовали или били мобилисани у рат, као и свим цивилима која су на бојишту вршила војну службу.
Жалостан и суморан изглед споменице — црно гвожђе и црна врпца о којој се споменица носила, је алузија на српски пораз у овом рату, што се огледало и у популарном називу ове споменице у друштву Краљевине — „Крст срама”.
Уз споменицу је додељиван и атрактивно украшен декрет са женском алегоријом Краљевине Србије у средишту. Набавка и продаја споменице се вршила преко радње гравера Алберта Бенедикта из Београда, а међу истраживачима се претпоставља да је споменица израђена или у радњи споменутог Бенедикта, или у некој бечкој радионици.
Споменица је део скупине српских одличја основаних за употребу током овог рата, намењених награђивању храбрости, ревносне службе и милосрђа, те пригодних споменица.

## Историјат
Једини рат који је изгубила Српска краљевска војска је био рат против Бугарске 1885. године. 19. фебруара (ст. кл) 1886. године краљ Милан је, на основу члана 5. Закона о Орденима и Медаљама, установио споменицу на рат 1885-1886. године.
Споменица је део скупине српских одличја основаних за употребу током овог рата, намењених награђивању храбрости, ревносне службе и милосрђа, те пригодних споменица — Златне и Сребрне медаље за храброст (1885), Златне и Сребрне медаље за ревносну службу (1885), те Медаља краљице Наталије.

### Историја употребе
Право истицања споменице, према Уредби о оснивању, имали су сви официри и војници активне војске и II позива који су учествовали или били мобилисани, као и сва цивилна лица која су на бојишту вршила војну службу.
Након установљења споменице у Службеном војном листу су 1886. и 1898. године објављена још два акта којима је додатно прецизирано право ношења споменице. Први пут, право ношења је додатно прецизирано, тако што је на упит — који од остатака војника I позива што су у току ратног времена позвани на војну службу и ради вежбања, а исто тако који од регрута има право да добије споменицу — Министар војни генерал Ђура Хорватовић издао 1886. године Објашњење према ком: „имају права на споменицу и од једних и од других само они, који су били упућени у активне јединице код оперативне војске, за време трајања ратног стања.” Право ношења је други пут додатно прецизирано у Објашњењу министра војног пуковника Драгомира Вучковића из 1898. године у коме се наводи: „Према члану 2. уредбе о установљењу споменице на рат 1885—1886. године  од 19. фебруара 1886. год., право на ову споменицу имају сви официри и војници активне војске и 2. позива, који су у рату учествовали или су били мобилисани и сва цивилна лица која су на бојишту вршила војну службу. Како има активних официра, који су у поменутоме рату остали у местима својих гарнизона, вршећи тако исто службу и подносећи све терете мобилнога стања, као и остали официри, који су подобне службе вршили на бојишту. — објашњавам: да се у „мобилисане” имају рачунати и сви активни официри, који су остали у местима својих гарнизона, и сва цивилна лица, која су била употребљена на војне службе у земљи, па да према томе и они имају права на споменицу из тога рата.”
Попис одликованих особа су водиле надлежне команде и установе, а за споменицу није наплаћивана такса. Одликовање је након смрти носиоца остајало на чување породици.
- Галерија неких од носилаца споменице на рат 1885—1886.
- Споменица на рат 1885-86 на орденској грани генерала Стевана Здравковића.
- Генерал Ђура Хорватовић са одликовањима, међу којима је и споменица на рат 1885-86.
- Непознати поручник у парадној униформи. Једино одликовање које истиче је Споменица на рат 1885-86 истакнута о пантљици сложеној у троугао.[13]
- Фотографија краља Милана Обреновића. На орденској грани краљ, између осталих одликовања, истиче и „Крст срама”.
- Генерал Петар Топаловић, носилац споменице на рат 1885-86.
- Наставници Војне академије у Београду од 1888. године. Поједини од фотографисаних истичу споменицу на рат 1885-86.

## Изглед
Споменица на рат 1885—1886 године је облика топовског крста (de), од гвожђа, кована са ушицом као и споменице српско-турских ратова. Распон кракова крста је 42 милиметра. У аверсу, у кружном средишњем медаљону, је приказана композиција двеју канелираних шестокраких звезда, једна преко друге, које тако образују једну дванаестокраку звезду. У водоравним крацима крста су године „1885” у левом и „1886” у десном. У реверсу медаљона су ратни трофеји — укрштене две заставе, две пушке са бајонетима и две топовске цеви. Кракови крста су лакирани црном бојом, а ивице, године и декоративни елементи су сјајно полирани.
Трака за споменицу је црне боје, са танким црвеним пругама на ивицама траке. Ширина траке је 28 милиметара, у складу са законским текстом, и дугуљаста, са ушивеним карабинером за качење одличја на полеђини, слично Сребрној медаљи за храброст из овог рата. Но, осим овакве траке, супортно са прописом, постојане су и траке ширине 32 и 40 милиметара, а савијене у троугао. Постојане су и минијатуре споменица на рат 1885—1886.
Суморан и жалостан изглед споменица дугује чињеници да је Србија у овом рату претрпела тежак војни и политички пораз, због чега је, као напоменуто, споменица популарно названа „Крст срама”.

## Повеља
Уз споменицу се додељивао „декрет”, штампан у Фото-литографској радионици Главног ђенералштаба, на једном листу тврде хартије.
На левој страни декрета, на каменом постаменту са два тосканска полустуба, стоји лик жене — алегорија Краљевине Србије. Обучена је у тунику са украсним појасом и хермелинским плаштом. На грудном делу тунике, између фибуле и појаса, извезен је српски тетаграм. На глави носи ловоров венац. Левом руком подиже ловоров венац и гледа нагоре, док десном руком придржава необарокни штит, на коме је мали српски државни грб, ослоњен на постоље. Иза Србије се помаља обрис великог белог двоглавог орла, у стилу „пламене готике” — како истичу истраживачи Љубомир Стевовић и Коста Кнежевић. Изнад лебди хералдичка краљевска круна са перпендулијама. Србија, као напоменуто, стоји на каменом постаменту на ком се, између полустубова, у овалу налази монограм краља Милана Обреновића — „М” са римским „I” изнад. Око постамента се обавијају ловорове и храстове гране. На траверзни изнад овала су исписане ратне године „1885—1886”.
На мањем постаменту, који је десно од великог на ком стоји Србија, је биста кнеза Михаила  у десном профилу. Још мало удесно од бисте је приказ огњишта из ког се дими вечни пламен. Дим се пење нагоре и претвара у ловорову грану, која затвара текст повеље. Десно од вечног пламена је приказ брда, на чијем врху се виде остаци средњовековног утврђења, које према наводима Стевовића и Кнежевића, подсећа на на град „Порче од Авале” Жрнов. Испод великог постамента је натпис „Фото-литографска радионица Главног Ђенералштаба”, без потписа аутора.
Повељу, атрактивног изгледа, је, судећи према детаљима са ње — тетаграму на грудима алегорије Србије и бисти кнеза Михаила, истичу двојица истраживача, једино могао да нацрта или инспирише само Анастас Јовановић.

Према наводима историчара уметности Игора Борозана, повеља за споменицу српско-бугарског рата 1885-86. је један од примера глорификације националне идеје, а на уштрб династичко дефинисаног владара, све у контексту владарске репрезентације кнеза и краља Милана као националног владара у Краљевини Србији. Како истиче Борозан:
| „ | [...] Такође се превласт националне идеје јасно сагледава и у композиционом и структуралном решењу повеље Године Димитрију Сечанском (1886) поводом учешћа у ратовима са Бугарском 1885–1886. године. Визуелном представом доминира моћна споменичка фигура која представља алегоријску персонификацију Србије. Над њом лебди круна, која њу, а не монарха, симболично окруњава. Инверзија је потпуна, нација се окруњава и заоденута у форму моћне женске фигуре, постаје стварност, а не само идеја. Међутим, уместо уобичајеног српског грба којим су се украшавали споменички постаменти, овога пута базу дефинише монограм краља Милана. Измена је јасна, сада је фигура Србије носилац радње, док је вербално-визуелна подршка реализована краљевским монограмом. С десне стране постамента представљен је горионик, као визуелизација олтара отаџбине, који подржава и биста кнеза Михаила. У садејству са бистом кнеза Михаила, вечита ватра која гори на престолу судбине детерминише кнежеву бисту као отелотворену националну идеју. Уосталом и субординација ликова јасна је порука реципијенту. Колосална фигура Србије и минијатурна, једва видљива биста кнеза Михаила, својим односом и сразмером указују на питање моћи, које је у овом случају јасно на страни националне идеје, која је помоћу фигуре Србије и буквално и идејно детерминисала лик и деловање српског владара. [...] | ” |

Уз повељу споменице, Борозан као друге примере уметничких остварења којима се глорификује владар као национални херој и превласт националне идеје, наводи цртеже младог сликара Ђорђа Крстића — „Пут ка ослобођењу истока” настао 1871. и „10. август и његове последице” из 1872, Заставу — поклон Рудничана краљу Милану рад сликара Милије Марковића — на којој је тема подизања устанка постала предтекст за визуелизацију националне идеје, литографију Еугена Ладислава Петровића од 1876. године на којој је приказан одлазак краља Милана на српско-турске ратове, те знамениту представу Таковског устанка Ђуре Јакшића на којој је сликар извршио инверзију династичког у национални дискурс — уместо целивања скути и руку фигуре владара Милоша, Србин љуби националну заставу која за време устанка иначе још увек није уобличена, док владар на слици у ствари симболизује његовог наследника Милана. Како истиче Борозан, визуелизацијом слике кнеза Милана као националног владара дефинисан је курс политике кнеза и касније краља Милана.
- Ђорђе Крстић, „10. август и његове последице” (1872).[29]
- Милија Марковић, Застава, поклон Рудничана краљу Милану (1872), Војни музеј у Београду.[30][31]
- Еуген Ладислав Петровић, „Књаз Милан полази на бојно поље 20. јуна 1876. године”, литографија, (1877), Музеј у Смедереву.[32]
- Ђура Јакшић, „Таковски устанак”, (1876‒1878), Народни музеј у Београду.[33]

## Израда и набавка
Набавка и продаја Споменице на рат 1885—1886. била је поверена радионици гравера Алберта Бенедикта из Београда. Ова радионица је знаке овог одликовања са припадајућим врпцама продавала за 50 пара по комаду, у продавницама које је овај гравер имао у свим већим војним центрима у Краљевини Србији — Нишу, Крагујевцу, Књажевцу, Београду и Ваљеву.
Није познато из чије радионице потичу споменице.  Више истраживача српских одликовања наводи могућност, да су због њихове једноставне израде, споменице могуће израђене у радионици споменутог Алберта Бенедикта, у којима су се и продавале, а да су траке за споменице израђене у Бечу. Кнежевић и Стевовић као другу могућност наводе да је Бенедикт целокупну израду споменица наручивао у Бечу.

## Положај у важносном реду одликовања
Прописом од 13. фебруара 1897. године којим је, између осталог, било дефинисано и ношење српских и страних одликовања, Споменица на рат 1885-86 је ношена на прсима иза Споменице српско-турског рата 1878., а испред Медаље за обновљење Краљевине.
|  | Златна медаља за храброст                   |
|  | Сребрна медаља за храброст                  |
|  | Медаља за војничке врлине                   |
|  | Златна медаља за ревносну службу            |
|  | Сребрна медаља за ревносну службу           |
|  | Споменица за ратове 1876, 1877 и 1878. год. |
|  | Споменица за рат 1885. и 1886. год.         |
|  | Медаља за обновљење Краљевине               |
|  | Медаља за спомен 1. Априла                  |
|  | Црвени крст.                                |

Деветнаестог октобра 1898. године Споменица на прославу шездесетогодишњице Краљеве гарде добила је у рангу српских медаља место после Споменице на рат 1876—1878. Тиме је Споменица српско-бугарског рата ношена иза ове споменице. Оснивањем Медаље четрдесетогодишњице Светоандрејске скупштине, ова медаља је од 3. априла 1899. године, заузела место одмах после Медаље за храброст, чиме је ранг медаља Краљевине Србије поново промењен.
|  | Златна медаља за храброст                                                    |
|  | Сребрна медаља за храброст                                                   |
|  | Медаља или Крст Св. Андрејске Скупштине                                      |
|  | Медаља Милош Велики за успомену 40. год. доласка понова Обреновића на престо |
|  | Медаља за војничке врлине                                                    |
|  | Златна медаља за ревносну службу                                             |
|  | Сребрна медаља за ревносну службу                                            |
|  | Споменица за ратове 1876, 1877 и 1878. год.                                  |
|  | Споменица за прославу 60 год. Краљеве гарде                                  |
|  | Споменица за рат 1885. и 1886. год.                                          |
|  | Медаља за обновљење Краљевине                                                |
|  | Медаља за спомен 1. Априла                                                   |
|  | Црвени крст.                                                                 |

Сменом династија — одласком Обреновића и повратком Карађорђевића — дошло је до промене у важносном реду одликовања Краљевине, праву ношења затечених земаљских медаља. Указом о ношењу Ордена Карађорђеве звезде и Ордена белог орла и ношењу постојећих земаљских медаља од 27. јула 1904. године, официри су имали право да носе само оне медаље које су установљене за време династије Обреновића за ратне заслуге. Ордени и медаље који су имали изразито династички карактер су укинути. Од земаљских медаља официри су свакога дана носили само: Медаљу за храброст, Медаљу краља Петра , Медаљу за војничке врлине, Медаљу за ревносну службу и споменице рата 1876—78. и 1885—86. године.
Формирањем Краљевине Југославије, систем одликовања нове државе се није битније мењао, јер је новоформирана краљевина у целости преузела систем одликовања Краљевине Србије онаквим какав је затечен на крају Првог светског рата. Положај Споменице на рат 1885-86 при ношењу је дефинисан од Канцеларије Официрске задруге која је, након упита упућеног Канцеларије краљевских ордена, 12. априла 1924. године донела прописе о ношењу и рангу српских одликовања. Место споменице на рат 1885-86 је, према овом пропису, било иза споменице српско-турског рата 1876—78, а испред споменице на рат 1912. године. Према пропису, док се Орден Карађорђеве звезде са мачевима IV степена носио о другом дугмету, а Бели орао IV степена са и без мачева о трећем дугмету (с тим што је лице одликовано Орденом белог орла са и без мачева, орден са мачевима носило на трећем, а без мачева на четвртом дугмету), остала одликовања су се носила на левој страни груди редоследом датом у табели испод:
|  | Карађорђева Звезда реда.                         |
|  | Бели Орао са мачевима реда.                      |
|  | Бели Орао реда.                                  |
|  | Таковски Крст са мачевима реда.                  |
|  | Таковски крст са мачевима реда.                  |
|  | Таковски крст реда.                              |
|  | Таковски крст реда.                              |
|  | Св. Сава реда.                                   |
|  | Св. Сава реда (који има не носи ред истог.)      |
|  | Златна Војничка Карађорђева Звезда са мачевима.  |
|  | Сребрна Војничка Карађорђева Звезда са мачевима. |
|  | Златна Медаља за храброст.                       |
|  | Сребрна Медаља за храброст.                      |
|  | Споменица Краља Петра .                          |
|  | Албанска Споменица 1915. год.                    |
|  | Медаља за војничке врлине.                       |
|  | Златна медаља за ревносну службу.                |
|  | Сребрна медаља за ревносну службу.               |
|  | Крст Милосрђа.                                   |
|  | Црвени Крст.                                     |
|  | Споменица Срп. Тур. рата 1876—78 год.            |
|  | Споменица Срп. Бугар. рата 1885 год.             |
|  | Споменица српско-турског рата 1912 год.          |
|  | Споменица Српско-бугарског рата 1913 год.        |
|  | Споменица светског рата 1914-18 год.             |

Према важећим прописима из 1936. године, Споменица на рат 1885-86 се налазила иза Бронзане медаље за унапређивање пољопривреде, а испред Уставотворне споменице, тј. међусобни ранг медаље је изгледао следеће: Златна и Сребрна медаља за храброст, Медаља Петра I, Медаља за војничке врлине, Златна и Сребрна медаља за ревносну службу, Златна и Сребрна медаља за грађанске заслуге, Крст милосрђа, Златна, Сребрна и Бронзана медаља за унапређење пољопривреде, Споменица рата 1885—86. године, Уставотворна споменица, споменице ратова 1912. и 1913, Албанска споменица и Споменица рата 1914—18. године. Иначе, ранг медаља и споменица није имао никакву правну важност, него је само одређивао место ношења одликовања на грудима, тако да се медаља вишег ранга могла добити пре медаље нижег ранга, а нижа након медаље вишег ранга.

## Занимљивости
Споменица на рат 1913. коју је Србија додељивала за Други балкански рат против Бугарске, који је победила, својим изгледом је на известан начин представљала осветничку алузију на споменицу изгубљеног рата са Бугарском 1885—86. године. Како истиче архитекта Драгомир Ацовић — уместо суморног црног гвожђа — полирана позлаћена бронза, уместо жалосне црне са уском црвеном ивицом, трака споменице од 1913. је тријумфална црвена, са уском црном ивицом.
- Споменица на рат 1913. додељена Милану Јовановићу Батуту из Збирке одликовања Архива Српске академије наука и уметности у Београду;[43]
- Лице споменице на рат 1913. из збирке одликовања САНУ;[43]
- Наличје споменице на рат 1913. из збирке одликовања САНУ;[43]

### Књиге, зборници и каталози
- Ацовић, Драгомир М. (2008). Хералдика и Срби. Београд: Завод за уџбенике. ISBN 978-86-17-15093-6.  152135692  152135692
- Ацовић, Драгомир (2013). Слава и част: одликовања међу Србима: Срби међу одликовањима. Београд: Службени гласник. ISBN 978-86-519-1750-2.  200069388  200069388
- Бојовић, Радивоје (2014). „Владарски дом Обреновића у збиркама Народног музеја у Чачку”. у Обреновићи у музејским и другим збиркама Србије. 2 / [уредници Александар Марушић, Ана Боловић] (PDF). Горњи Милановац: Музеј рудничко-таковског краја, (Београд : Cicero). стр. 207—249. ISBN 978-86-82877-56-1.  212125964  15991561  212125964
- Борозан, Игор (2013). Слика и моћ : представа владара у српској визуелној култури 19. и почетком 20. века : докторска дисертација. Београд: [И. Борозан].  45045007
- Васић Делимановић, Јелена (2015). „Новац и одликовања из времена династије Обреновић у Збирци за новац и медаље Музеја града Београда”. у Обреновићи у музејским и другим збиркама Србије и Европе. 3 / [уредници Александар Марушић, Ана Боловић] (PDF). Горњи Милановац: Музеј рудничко-таковског краја, (Београд : Службени гласник). стр. 155—186. ISBN 978-86-82877-65-3.  220541708  220541708
- Каталог одликовања Републике Србије, војних спомен-медаља и војних споменица / [приређивачи Слађан Ристић ... [и др.]] (PDF). Београд: Медија центар Одбрана, (Београд : Војна штампарија). 2016. ISBN 978-86-335-0448-5.  224513036
- Костић, Лаза М. (1936). Одликовања. [Б. м. : б. и.], (Љубљана : Југословенска тискарна).  36633607
- Лазаревић, Петар (1929). „Споменица српско-бугарског рата 1885/86” (PDF). у Народна енциклопедија српско-хрватско-словеначка. Књ. 4, С - Ш (PDF). Загреб: Библиографски завод, (Загреб : Народне новине). стр. 301.  50676231  48381447  812312  50676231
- Маричић, Душанка (2014). „Династија Обреновић у збиркама Војног Музеја”. у Обреновићи у музејским и другим збиркама Србије. 2 / [уредници Александар Марушић, Ана Боловић] (PDF). Горњи Милановац: Музеј рудничко-таковског краја, (Београд : Cicero). стр. 9—26. ISBN 978-86-82877-56-1.  212125964  15991561  212125964
- Маричић, Душанка (2019). Дипломе и повеље XIX и XX века : из збирке Војног музеја. Београд: Медија центар Одбрана, (Београд : Војна штампарија). ISBN 978-86-335-0670-0.  277796876  277796876
- Марушић, Александар; Боловић, Ана [ур.] (2013). Обреновићи у музејским и другим збиркама Србије. 1 (PDF). Горњи Милановац: Музеј рудничко-таковског краја, (Земун : Biro Graf). ISBN 978-86-82877-53-0.  205803788  203171596  203171596
- Марушић, Александар; Боловић, Ана [ур.] (2014). Обреновићи у музејским и другим збиркама Србије. 2 (PDF). Горњи Милановац: Музеј рудничко-таковског краја, (Београд : Cicero). ISBN 978-86-82877-56-1.  212125964  15991561  212125964
- Марушић, Александар; Боловић, Ана [ур.] (2015). Обреновићи у музејским и другим збиркама Србије и Европе. 3 (PDF). Горњи Милановац: Музеј рудничко-таковског краја, (Београд : Службени гласник). ISBN 978-86-82877-65-3.  220541708  220541708
- Народна енциклопедија српско-хрватско-словеначка. Књ. 4, С - Ш (PDF). Загреб: Библиографски завод, (Загреб : Заклада Тискаре Народних новина). 1929.  50676231  48381447  812312  50676231
- Николић, Десанка (1971). Наша одликовања до 1941 : из колекције Војног музеја у Београду. Београд: Војни музеј, (Београд : Просвета).  108440839
- Пилетић, Милана (1987). Одликовања југословенских народа XIX и прве половине XX века (до 1941) из збирке Војног музеја у Београду. Београд: Војни музеј, (Београд : БИГЗ).  61075724  137522433  61075724
- Плавшић, Никола; Стаменковић, Весна; Милошевић, Слађана (2015). „Обреновићи у збиркама Музеја Крајине у Неготину”. у Обреновићи у музејским и другим збиркама Србије и Европе. 3 / [уредници Александар Марушић, Ана Боловић] (PDF). Горњи Милановац: Музеј рудничко-таковског краја, (Београд : Службени гласник). стр. 219—251. ISBN 978-86-82877-65-3.  220541708  220541708
- Prister, Boris (1984). Odlikovanja, Katalog muzejskih zbirki XXI. Zagreb: Povijesni muzej Hrvatske.  2397536
- Prister, Boris (2000). Odlikovanja iz zbirke dr. Veljka Malinara: Odlikovanja Crne Gore, Srbije, Kraljevine SHS (Kraljevine Jugoslavije) i Socijalističke Jugoslavije. Dio 3 (PDF). Zagreb: Hrvatski povijesni muzej. ISBN 9536046202.
- Тодоровић, Нада (1964). Југословенске и иностране медаље. Београд: Народни музеј, (Београд : Привредни преглед).  512253592
- Топаловић, Бојана; Бановић, Мирослав (2014). „Заоставштина Обреновића у Народном музеју Крагујевац”. у Обреновићи у музејским и другим збиркама Србије. 2 / [уредници Александар Марушић, Ана Боловић] (PDF). Горњи Милановац: Музеј рудничко-таковског краја, (Београд : Cicero). стр. 47—132. ISBN 978-86-82877-56-1.  212125964  15991561  212125964
- Trost, L. J. (1910). Die Ritter- und Verdienst-Orden, Ehrenzeichen und Medaillen aller Souveräne und Staaten seit Beginn des 19. Jahrhunderts: Mit über 700 Abb. Nacht amtl. Quellen und anderen authentischen Mitt. Braumüller.
- Car, Pavel; Muhić, Tomislav (2009). Odlikovanja Srbije i Jugoslavije : od 1859. do 1941. Wien: Militaria. ISBN 978-3-902526-28-1.  430956
- Цветковић, Снежана (2013). „Обреновићи и Смедерево: летњи двор и оставштина у градском музеју”. у Обреновићи у музејским и другим збиркама Србије. 1 / [уредници Александар Марушић, Ана Боловић] (PDF). Горњи Милановац: Музеј рудничко-таковског краја, (Земун : Biro Graf). стр. 247—266. ISBN 978-86-82877-53-0.  203171596  205803788  203171596
- Шематизам одликованих лица у Краљевини Србији : од 1865 до краја 1894. год. Kњ. 1. Београд: Канцеларија краљевских ордена, (Београд : Државна штампарија Краљевине Србије). 1895.  33976335  1024866947
- Шематизам одликованих лица нашим и страним орденима у Краљевини Србији : од 1895 до краја 1899. год. Књ. 2. Београд: Канцеларија Краљевских ордена, (Београд : Државна штампарија Краљевине Србије). 1900.  190000140

### Часописи
- Grbović, Duško (2002). „Odlikovanja iz zbirke Zavičajnog muzeja u Jagodini (do 1941)”. Orden : faleristički časopis Srpskog numizmatičkog društva Beograd. Beograd: [Srpsko numizmatičko društvo], (Beograd : Pangraf) (2): 54—57.  112253196
- Mandić, Ranko (2005). „Ratne spomenice”. Orden : faleristički časopis Srpskog numizmatičkog društva Beograd. Beograd: [Srpsko numizmatičko društvo], (Beograd : Pangraf) (5): 6.  112253196
- Стевовић, Љубомир С.; Кнежевић, Коста Ђ. (2013). „Српске ратне споменице 1878—1918.” (PDF). Весник. Београд: Војни музеј, Београд (40): 109—132. ISSN 0067-5660.  41168903  41168903
- Stolica, Radomir (1975). „Spomenica srpsko-bugarskog rata 1885—1886. godine”. Kolekcionari : Jugoslovenski informativni časopis za filateliju i numizmatiku. Beograd: Jugoslavika moderna (10/11): 62—63. ISSN 0351-9481.  16056322

### Новине
- „Ми МИЛАН ПРВИ по милости Божјој и вољи народној Краљ Србије : На предлог Нашега војног министра установљавамо: СПОМЕНИЦУ на рат 1885-1886 године.”. Српске новине. LIII (44). У Београду: Краљевско српска државна штампарија. У уторак 25. фебруара 1886. стр. 1. ISSN 2683-5045. Проверите вредност парамет(а)ра за датум: |date= (помоћ)  49119239
- „Ред по коме се носе наша и страна одличја”. Службени војни лист. 43 (20). Београд: Војно министарство, Опште војно одељење, (Београд : Штампарска радионица Министарства војске и морнарице). 26. 4. 1924. стр. 963—964. ISSN 2334-6655.  36679692
- Стојановић, Бора (11. 4. 1974). „Каталог одликовања обреновићевске Србије ”. Сомборске новине : Орган Социјалистичког савеза радног народа. XX (1026). Сомбор: Информативни центар, Сомбор. стр. 11. ISSN 0038-1276.  16197122